# Johann Baptist Schenk
Johann Baptist Schenk (Wiener Neustadt, 30 november 1753 – Wenen, 29 december 1836) was een Oostenrijkse componist en docent.

## Levensloop
Schenk kreeg zijn eerste muziekles bij Antonio Tomaselli die was verbonden aan de Dom van Wiener Neustadt. In 1773 vertrok hij naar Wenen om daar verdere muzieklessen te volgen. Qua componeren hield hij zich aanvankelijk vooral bezig met kerkmuziek, maar in 1780 begon hij zich te interesseren in het schrijven van theatermuziek en singspiele. In 1796 behaalde Schenk succes met het singspiel Der Dorfbarbier. Tevens componeerde hij concerten, waaronder een voor de harp, symfonieën en strijkkwartetten. Schenks belangrijkste bron van inkomsten bleef echter het geven van muzieklessen. Een van zijn leerlingen was Ludwig van Beethoven, die ontevreden was over zijn lessen bij Haydn en in 1793/1794 stiekem les volgde bij Schenk.
Schenk was een bekende van componisten als Wolfgang Amadeus Mozart, Franz Schubert en Joseph Haydn. 
In 1823 was hij een van de 51 componisten die een variatie schreef op een wals van Anton Diabelli voor diens Vaterländischer Künstlerverein.